# مکانیسم کلوین-هلمهولتز
مکانیسم کلوین-هلمهولتز یک فرایند نجومی است که زمانی رخ می‌دهد که سطح یک ستاره یا سیاره سرد شود. خنک شدن باعث کاهش فشار داخلی می‌شود و در نتیجه ستاره یا سیاره منقبض می‌شود و درنهایت با فشرده سازی باعث گرم شدن هسته ستاره و سیاره می‌شود. این مکانیسم در مشتری، زحل و کوتوله‌های قهوه‌ای که دمای مرکزی آنها به اندازه کافی بالا نیست تا تحت همجوشی هیدروژنی قرار گیرند مشهود است. تخمین زده می‌شود که مشتری از طریق این مکانیسم انرژی بیشتری نسبت به خورشید دریافت می‌کند، اما ممکن است زحل نتواند انرژی‌های بیشتری دریافت کند. همچنین مشتری به علت این فرایند با سرعتی حدود ۱ میلی‌متر در سال کوچک می‌شود.
این مکانیسم در ابتدا توسط کلوین و هلمهولتز در اواخر قرن نوزدهم برای توضیح منبع انرژی خورشید پیشنهاد شد. در اواسط قرن نوزدهم، بقای انرژی پذیرفته شده بود، و یکی از پیامدهای این قانون فیزیک این است که خورشید برای ادامه درخشش باید منبع انرژی داشته باشد. از آنجایی که واکنش‌های هسته‌ای ناشناخته بودند، نامزد اصلی منبع انرژی خورشیدی انقباض گرانشی بود.
با این حال، به زودی توسط آرتور استنلی ادینگتون و دیگران تشخیص داده شد که مقدار کل انرژی موجود از طریق این مکانیسم تنها به خورشید اجازه می‌دهد تا میلیون‌ها سال بدرخشد و نه میلیاردها سال که شواهد زمین‌شناسی و زیست‌شناسی نشان می‌دهند برای سن زمین است. (خود کلوین استدلال کرده بود که زمین میلیون‌ها سال قدمت دارد) منبع واقعی انرژی خورشید تا دهه ۱۹۳۰ نامشخص بود، در نهایت هانس بیته تشخیص داد که این عمل همجوشی هسته‌ای است.